# Dorothy Phillips
Pour les articles homonymes, voir Phillips.
Dorothy Phillips est une actrice américaine née le 30 octobre 1889 à Baltimore, Maryland (États-Unis), morte le 1er mars 1980 à Woodland Hills (Los Angeles).

## Biographie
Elle épouse en 1912 le réalisateur Allen Holubar, leur union s'achevant à la mort de celui-ci en 1923.

## Filmographie

### Années 1910
- 1911 : His Friend's Wife
- 1911 : The Rosary : Ruth Martin

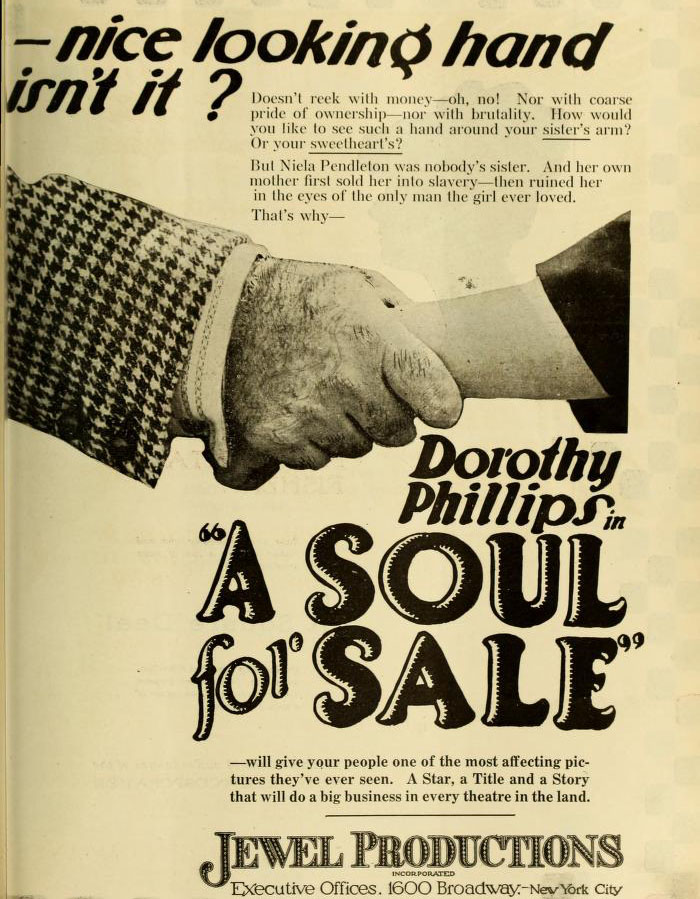
A Soulf for Sale (1918)

- 1911 : Her Dad the Constable : Mary Perkins
- 1911 : The New Manager : Nellie Gorman
- 1911 : Love in the Hills
- 1911 : The Gordian Knot : Marion Walters
- 1911 : Fate's Funny Frolic : Alice Trevor
- 1911 : Putting It Over : Gertrude Austin
- 1911 : The Burglarized Burglar : Dorothy Willard
- 1911 : Saved from the Torrents : Katie Carrington
- 1913 : The Swag of Destiny
- 1913 : The Price of Gold
- 1913 : The Unburied Past : Margaret Phillips
- 1913 : The Prophecy
- 1913 : Two Social Calls
- 1913 : Into the North
- 1913 : The Value of Mothers-in-Law
- 1913 : The Final Judgment
- 1913 : The Sign
- 1913 : The Power of Conscience : Dora Gordon
- 1913 : The Coward
- 1914 : The Man Who Lost, But Won
- 1914 : The Skull
- 1914 : The Lady of the Island
- 1914 : In All Things Moderation
- 1914 : Tempest and Sunshine
- 1914 : The Futility of Revenge
- 1914 : For the People
- 1914 : Three Men Who Knew
- 1914 : Hounded
- 1915 : A Gentleman of Art
- 1915 : Children of Chance
- 1915 : The Phantom Warning
- 1915 : The Heart of Sampson
- 1915 : Adventures of a Seagoing Hack
- 1915 : The Mystery of the Man Who Slept

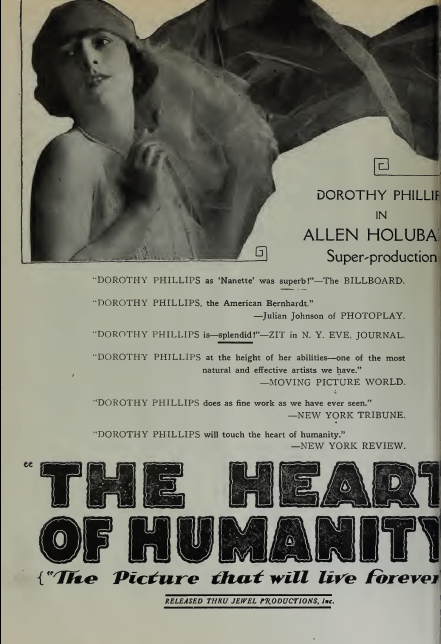
Publicité pour The Heart of Humanity d'Allen Holubar (1918)

- 1915 : A Photoplay Without a Name, or: A $50.00 Reward
- 1915 : Six to Nine
- 1915 : The Rider of Silhouette
- 1915 : Six Months to Live
- 1915 : A Lesson from the Far East
- 1915 : In the Clutch of the Emperor
- 1915 : The Affair of the Terrace
- 1915 : The Ladder of Fortune
- 1915 : Matty's Decision
- 1915 : A Shot in the Dark
- 1915 : Rene Haggard Journeys On
- 1915 : A Fireside Realization
- 1915 : The Trail of the Upper Yukon
- 1915 : The Force of Example
- 1915 : The Valley of Silent Men
- 1915 : The Last Act de Ben F. Wilson
- 1915 : Souls in Pawn
- 1915 : A Happy Pair
- 1915 : Jealousy, What Art Thou?
- 1915 : The Proof
- 1915 : A Seashore Romeo
- 1915 : Sh! Don't Wake the Baby
- 1915 : The House with the Drawn Shades
- 1915 : The Springtime of the Spirit
- 1915 : The Parson of Pine Mountain
- 1915 : The Mystery of the Locked Room
- 1915 : Juror Number Seven
- 1915 : The Bachelor's Christmas

- 1916 : Shattered Nerves
- 1916 : In His Own Trap
- 1916 : One Who Passed by
- 1916 : Borrowed Plumes
- 1916 : Saved by a Song
- 1916 : His Brother's Pal
- 1916 : Behind the Curtain (en)
- 1916 : A Social Outcast
- 1916 : Their Anniversary
- 1916 : A Wife at Bay
- 1916 : Harmony in A Flat
- 1916 : A Gentle Volunteer
- 1916 : The Cad : Violet Masterson
- 1916 : The Code of His Ancestors
- 1916 : The Sheriff of Pine Mountain
- 1916 : The Finer Metal
- 1916 : Ambition
- 1916 : Any Youth
- 1916 : Her Husband's Honor
- 1916 : Midwinter Madness
- 1916 : The Mark of Cain de Joseph De Grasse : Doris
- 1916 : Aschenbrödel
- 1916 : Beyond the Trail
- 1916 : If My Country Should Call : Margaret Ardrath
- 1916 : The Place Beyond the Winds de Joseph De Grasse : Priscilla Glenn
- 1916 : The Price of Silence : Helen Urmy
- 1916 : The Ivy and the Oak
- 1917 : The Piper's Price : Amy Hadley
- 1917 : Maison de danses au far-west (Hell Morgan's Girl) de Joseph De Grasse : Lola
- 1917 : The Girl in the Checkered Coat : Mary Graham 'Flash' Fan
- 1917 : The Flashlight : Delice Brixton
- 1917 : A Doll's House : Nora Helmer
- 1917 : Le Cœur de Mieke (Fires of Rebellion) d'Ida May Park : Madge Garvey
- 1917 : The Rescue : Anne Wetherall
- 1917 : La Dette (Pay Me!) de Joseph De Grasse : Marta
- 1917 : Triumph : Nell Baxter
- 1917 : Bondage : Elinor Crawford
- 1918 : The Grand Passion : Viola Argos
- 1918 : Broadway Love : Midge O'Hara
- 1918 : The Risky Road : Marjorie Helmer
- 1918 : A Soul for Sale : Neila Pendleton
- 1918 : The Mortgaged Wife : Gloria Carter
- 1918 : La Flamme et le Papillon (The Talk of the Town) de Allen Holubar : Genevra French
- 1918 : Pour L'Humanité (The Heart of Humanity) d'Allen Holubar : Nanette
- 1919 : Destiny : Mary Burton
- 1919 : The Right to Happiness : Sonia / Vivian
- 1919 : Paid in Advance : Joan Gray

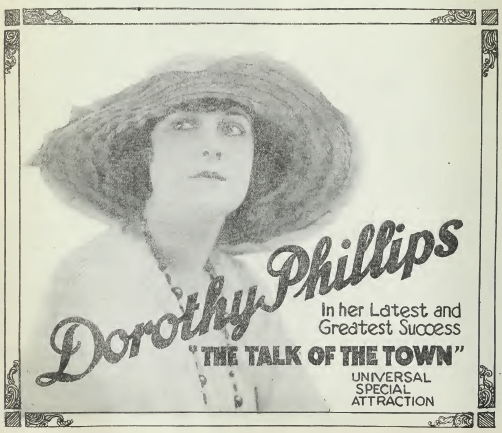
Dorothy Phillips publicité pour The Talk of The Town (1918)

### Années 1920
- 1920 : L'oiseau s'envole (Once to Every Woman) : Aurora Meredith
- 1921 : Man-Woman-Marriage : Victoria
- 1922 : La Fille du pirate (Hurricane's Gal) d'Allen Holubar : Lola
- 1922 : The World's a Stage : Jo Bishop
- 1923 : Slander the Woman : Yvonne Desmarest
- 1923 : The Unknown Purple
- 1925 : Every Man's Wife : Mrs. Bradin
- 1925 : The Sporting Chance d'Oscar Apfel : Patricia Winthrop
- 1925 : Without Mercy : Mrs. Enid Garth
- 1926 : The Bar-C Mystery (en) de Robert Hill : Jane Cortelyou
- 1926 : The Gay Deceiver : Claire
- 1926 : Upstage : Miss Weaver
- 1926 : Remember : Ruth Pomeroy
- 1927 : Women Love Diamonds : Mrs. Flaherty
- 1927 : The Broken Gate : Aurora Lane
- 1927 : Si nos maris s'amusent (Cradle Snatchers) d'Howard Hawks

### Années 1930
- 1930 : The Jazz Cinderella : Mrs. Consuelo Carter
- 1934 : Les Nuits de New York (Now I'll Tell) d'Edwin J. Burke : Mrs. Farth
- 1936 : Thank You, Jeeves! : La mère du garçon
- 1937 : Hot Water : Nurse

### Années 1940
- 1940 : And One Was Beautiful : L'employée de maison de Gertrude
- 1942 : Mon espion favori (My Favorite Spy) de Tay Garnett : Une femme au mariage
- 1943 : The Cross of Lorraine : Femme du village
- 1944 : Madame Parkington (Mrs. Parkington), de Tay Garnett
- 1946 : Le Facteur sonne toujours deux fois (The Postman Always Rings Twice), de Tay Garnett : Nurse
- 1949 : Un Yankee à la cour du roi Arthur (A Connecticut Yankee in King Arthur's Court) de Tay Garnett : Femme en ville
- 1949 : Les Désemparés (The Reckless Moment), de Max Ophüls : Une femme

### Années 1950
- 1955 : Les Inconnus dans la ville (Violent Saturday), de Richard Fleischer : Une cliente à la banque
- 1955 : Deux Filles en escapade (How to Be Very, Very Popular) : Bit Role
- 1956 : L'Homme au complet gris (The Man in the Gray Flannel Suit), de Nunnally Johnson : L'employée de maison de Mr. Hopkins

### Années 1960
- 1962 : L'Homme qui tua Liberty Valance (The Man Who Shot Liberty Valance), de John Ford